# Galba (pai do imperador Galba)
Sulpício Galba foi um cônsul romano, e o pai do futuro imperador Galba.
Ele era filho de Galba, que foi mais famoso por sua vida acadêmica, pois publicou uma obra volumosa de história, do que por sua vida militar, não passando de pretor.
Galba, o pai do futuro imperador, foi cônsul, e era um homem de desagradável físico, medíocre oratória e astúcia legislativa.
Ele se casou duas vezes, primeiro com Múmia Acaia, neta de Catulo  e bisneta de Lúcio Múmio, que destruiu Corinto, e depois com Lívia Ocelina, uma mulher rica e bonita, sobre quem se dizia que havia casado por causa da posição social de Galba.
Galba e Múmia Acaia tiveram dois filhos, Caio e Sérvio; o mais velho, Caio, saiu de Roma após haver esbanjado a maior parte da sua fortuna, e se suicidou quando Tibério não permitiu que ele recebesse parte da renda das províncias do ano. Sérvio se tornaria, no futuro, imperador (Galba).